# Bengt Gillberg
Karl Bengt Hugo Gillberg, född 12 augusti 1931 i Halmstad, död 30 april 2002 i Stockholm, var en svensk skådespelare.

## Biografi
Gillberg utbildade sig vid Dramatens elevskola 1953–1956. Han debuterade på Dramaten i en roll som flygare i Lyckliga dagar. Därefter följde engagemang vid Riksteatern, stadsteatrarna i Norrköping, Malmö och Helsingborg. I början av 1970-talet spelade han sommarteater hos Nils Poppe på Fredriksdalsteatern.
I TV har han setts i bland annat Eva Mobergs Konfrontation (1969). Han hade även filmroller i Sången om den eldröda blomman (1956), Det sjunde inseglet (1957) och Ryttare i blått (1959).

## Filmografi
- 1956 – Sången om den eldröda blomman
- 1957 – Det sjunde inseglet
- 1958 – Blyg och ensam
- 1959 – Ryttare i blått
- 1969 – Konfrontation

## Teater

### Roller (ej komplett)
| År   | Roll                    | Produktion                                                                                  | Regi                | Teater                           |
| ---- | ----------------------- | ------------------------------------------------------------------------------------------- | ------------------- | -------------------------------- |
| 1958 |                         | Vid skilda bord Terence Rattigan                                                            | Per-Axel Branner    | Riksteatern                      |
| 1959 |                         | Angeläget ärende (Errand for Bernice) Jacques Deval                                         | Hans Strååt         | Bygdeteatern                     |
| 1961 |                         | Miss 6 Bertil Norström och Gunnar Hoffsten                                                  | Jackie Söderman     | Norrköping-Linköping stadsteater |
| 1961 | Hortensio               | Så tuktas en hustyrann John Fletcher                                                        | Lars Barringer      | Norrköping-Linköping stadsteater |
| 1961 | Häradshövding de Lorche | Markurells i Wadköping Hjalmar Bergman                                                      | Rune Carlsten       | Norrköping-Linköping stadsteater |
| 1962 |                         | Lek ej med kärleken Alfred de Musset                                                        | Ingrid Luterkort    | Norrköping-Linköping stadsteater |
| 1964 | Parras y Parras         | Ostron och politik Guilherme Figueiredo                                                     | Per Sjöstrand       | Helsingborgs stadsteater         |
| 1964 | Rabensteiner            | Processen (Der Prozess) Franz Kafka                                                         | Lars-Erik Liedholm  | Helsingborgs stadsteater         |
| 1964 | Sandy Brown             | Två herrar till frukost (Zum Frühstück zwei Männer) Karl Wittlinger                         | Bo G. Forsberg      | Helsingborgs stadsteater         |
| 1965 | Mr Healy                | Rötter (Roots) Arnold Wesker                                                                | Hans Bergström      | Helsingborgs stadsteater         |
| 1965 | Bulgar 1                | Den bästa av världar Jan Moen                                                               | Hans Bergström      | Helsingborgs stadsteater         |
| 1966 |                         | Adam och Vera i Blackeberg Bo Sköld                                                         | Eva Sköld           | Malmö stadsteater                |
| 1966 |                         | Mordet på Marat Peter Weiss                                                                 | Jan Lewin           | Malmö stadsteater                |
| 1967 |                         | Den girige Molière                                                                          | Eva Sköld           | Malmö stadsteater                |
| 1968 |                         | Galanta intriger George Farquhar, Ernst van Altena, Jack Popplewell och Jurriaan Andriessen | Egon Larsson        | Malmö stadsteater                |
| 1968 |                         | Mutter Courage och hennes barn Bertolt Brecht                                               | Jan Lewin           | Malmö stadsteater                |
| 1968 |                         | Spektakel Staffan Westerberg                                                                | Karl Rune Johansson | Malmö stadsteater                |
| 1968 |                         | Scapins rackartyg Molière                                                                   | Karl Rune Johansson | Malmö stadsteater                |
| 1970 |                         | Lorden från gränden L. Arthur Rose och Noel Gay                                             | Martin Söderhjelm   | Fredriksdalsteatern              |
| 1971 |                         | Vita Hästen (Im weißen Rößl) Ralph Benatzky, Erik Charell och Hans Müller-Einigen           | Albert Gaubier      | Fredriksdalsteatern              |